# Это мы (4-й сезон)
Премьера четвертого сезона американского телесериала «Это мы» состоялась 24 сентября 2019 года на канале NBC. Четвертый сезон будет состоять из 18 эпизодов.

## В ролях

### Основной состав
- Майло Вентимилья — Джек Пирсон.
- Мэнди Мур — Ребекка Пирсон.
- Стерлинг К. Браун — Рэндалл Пирсон.
- Найлз Фитч — подросток Рэндалл Пирсон.
- Лони Чавис — юноша Рэндалл Пирсон.
- Крисси Метц — Кейт Пирсон.
- Ханна Зейле — подросток Кейт Пирсон.
- Маккензи Хэнсичак — девушка Кейт Пирсон.
- Джастин Хартли — Кевин Пирсон.
- Логан Шройер — подросток Кевин Пирсон.
- Паркер Бейтс — юноша Кевин Пирсон.
- Сьюзан Келечи Уотсон — Бет Пирсон, жена Рэндалла.
- Крис Салливан — Тоби Деймон, муж Кейт.
- Эрис Бэйкер — Тесс Пирсон, старшая дочь Рэндалла и Бет Пирсон.
- Фэйти Херман — Энни Пирсон, младшая дочь Рэндалла и Бет Пирсон.
- Лирик Росс — Дежа, приемная дочь Рэндалла и Бет Пирсон.
- Асанте Блэкк — Малик[1][2].
- Джон Уэртас — Мигель Ривас.
- Гриффин Данн — Николас Пирсон[2].

### Второстепенный состав
- Дженнифер Моррисон — Кэссиди Шарп[3].
- Тимоти Омандсон — Грегори, сосед Кейт и Тоби.
- Тим Джо — Джей-Вон.
- Тим Мэтисон — Дэйв Мэлоун, отец Ребекки[4].
- Элизабет Перкинс — Джанет Мэлоун, мать Ребекки[5].
- Майкл Ангарано — молодой Николас Пирсон[6].
- Блейк Стадник — взрослый Джек Деймон, сын Кейт Пирсон и Тоби Деймон.
- Оден Торнтон — Люси.
- Кэйтлин Томпсон — Медисон.
- Остин Абрамс — Марк, парень Кейт Пирсон в юности.
- Шьямалан, М. Найт — в роли самого себя.

## Эпизоды
| № общий | № в сезоне | Название                                                     | Режиссёр         | Автор сценария                  | Дата премьеры    | Произв. код | Зрители в США (млн) |
| --- | ---------- | ------------------------------------------------------------ | ---------------- | ------------------------------- | ---------------- | ----------- | ------------------- |
| 55 | 1          | «Strangers» «Незнакомцы»                                     | Кен Олин         | Дэн Фогельман                   | 24 сентября 2019 | 401         | 7.88                |
| Джек знакомится с родителями Ребекки. Вводятся новые персонажи. |            |                                                              |                  |                                 |                  |             |                     |
| 56 | 2          | «The Pool: Part Two» «Бассейн: Часть Вторая»                 | Крис Кох         | Элизабет Бергер & Исаак Аптакер | 1 октября 2019   | 402         | 7.44                |
| Бет и Рендалл делают все возможное, чтобы приспособиться к жизни в Филадельфии. Тем временем Джек и Ребекка берут большую троицу в бассейн. |            |                                                              |                  |                                 |                  |             |                     |
| 57 | 3          | «Unhinged» «Неуравновешенный»                                | Энн Флетчер      | Вера Херберт                    | 8 октября 2019   | 403         | 7.25                |
| Рэндалл сталкивается с трудным решением, которое он вынужден принять. Кейт и Тоби делают все возможное, чтобы привыкнуть к их новому дому. Дружба Мигеля и Джека укрепляется с каждым днем все больше и больше. |            |                                                              |                  |                                 |                  |             |                     |
| 58 | 4          | «Flip a Coin» «Подбрось монетку»                             | Крис Кох         | Джулия Браунелл                 | 15 октября 2019  | 404         | 6.72                |
| Кевин занят размышлениями о своем прошлом. Ребекка навещает Рэндалла в колледже. Мама Бет приходит к ней в гости, а Кейт и Тоби делят новые впечатления вместе с малышом Джеком. |            |                                                              |                  |                                 |                  |             |                     |
| 59 | 5          | «Storybook Love» «Сказочная любовь»                          | Майло Вентимилья | Кэйси Джонсон & Уиндсор Дейвис  | 22 октября 2019  | 405         | 7.06                |
| Ребекка устраивает званный ужин. Кевин всеми силами пытается оказать поддержку окружающим его людям, А Рэндалл сталкивается с сомнениями и тревогой касательно того, сможет ли его семья до конца освоиться в новом доме. |            |                                                              |                  |                                 |                  |             |                     |
| 60 | 6          | «The Club» «Клуб»                                            | Джессика Ю       | Кевин Фоллс                     | 29 октября 2019  | 406         | 6.76                |
| Рэндалл Пирсон одерживает важную политическую победу на поле для гольфа. В детстве отец настоял на занятиях сына гольфом, будучи уверенным, что это очень поможет ему в будущем, и оказался прав. Кейт и Тоби стараются наладить свою супружескую жизнь, оставляют сына с бабушкой и дедушкой, едут на свидание в отель. Но ничего не получается, так как в паре есть нерешённые противоречия. Тоби сомневается, что Кейт верит в него и поддерживает его похудение. А Кейт в свою очередь думает, что больше не возбуждает похудевшего и похорошевшего Тоби. Кевин и Кэссиди, его подруга с собраний анонимных алкоголиков, переспали. |            |                                                              |                  |                                 |                  |             |                     |
| 61 | 7          | «The Dinner And The Date» «Ужин и свидание»                  | Кен Олин         | Кей Ойегун                      | 5 ноября 2019    | 407         | 6.72                |
| Дежа прогуливает занятия в своей новой школе. Малик, её парень, вызвался показать свои любимые места Филадельфии. Рэндалл Пирсон устраивает ужин, чтобы познакомиться с Маликом, его родителями и дочерью. Но на самом деле родители Дежи хотят, заручившись поддержкой семьи Малика, запретить молодым людям общаться. Ужин проходит напряжённо. Но как итог, Дежа извиняется за прогул школы и ей разрешают видеться с Маликом. |            |                                                              |                  |                                 |                  |             |                     |
| 62 | 8          | «Sorry» «Извинения»                                          | Ребекка Эшер     | Элан Мастай                     | 12 ноября 2019   | 408         | 7.10                |
| Кевин сильно переживает, считая, что это он окончательно разрушил брак Кэссиди. В день суда Николаса Пирсона Кевин совершенно забывает о взятых обязательствах и ввязывается в неприятности. Николас и Кэссиди находят Кевина. День заканчивается для всех удачно: Кевин с Кэссиди поговорили и остаются друзьями, Николас Пирсон оправдан. Кевин собирается в Филадельфию праздновать День Благодарения с семьей и приглашает дядю ехать с ним. Неожиданно Николас соглашается. Дежа признается Малику, что скучает и хочет видеть свою биологическую мать. Пирсоны приглашают Шону, мать Дежи, отпраздновать День Благодарения в их доме. Ребекка Пирсон также приезжает в Филадельфию, в дом Рэндалла и Бет, она кажется очень странной, рассеянной и забывчивой. Рэндалл сильно беспокоится о здоровье Ребекки, предлагает матери обратиться к врачу. Этот разговор приводит к соре. |            |                                                              |                  |                                 |                  |             |                     |
| 63 | 9          | «So Long, Marianne» «Пока, Марианна»                         | Кен Олин         | Штейнберг                       | 19 ноября 2019   | 409         | 7.30                |
| Оказывается, что Шона, биологическая мать Дежи, устроилась в жизни и вполне благополучна. Дежа с одной стороны и рада видеть мать, но в душе расстроена, что мама не смогла стать такой, когда была рядом с дочкой. Бет помогает Деже справится с нахлынувшими эмоциями, напоминает, что у Дежи были "идеальные" моменты с Шоной и важно помнить эти моменты. Николасу Пирсону тяжело влиться в такую многочисленную и мало ему знакомую семью брата. Но он справляется с переживаниями и даже вносит новую семейную традицию: два килограмма креветок ко Дню Благодарения. Кейт раздражает "новый спортивный" Тоби, она делится с Бэт, что ей не нравится, что Тоби похудел, а она нет. Ребекка, чтобы развеяться и отвлечься, одна идёт в кино. Вернувшись признается Рэндаллу, что не помнит, какой фильм собиралась посмотреть. Она соглашается на просьбу сына пойти к врачу. |            |                                                              |                  |                                 |                  |             |                     |
| 64 | 10         | «Light and Shadows» «Огни и тени»                            | Ясу Танида       | Эбони Фримен                    | 14 января 2020   | 410         | 6.71                |
| Кейт читает в телефоне мужа сообщение от новой знакомой (похоже, близкой новой знакомой). Супруги разговаривают, Тоби объясняет ситуацию и Кейт говорит, что верит ему. Кевин, безнадежный романтик, нанял сваху. Он отчаянно хочет найти сумасшедшую любовь, как у родителей, создать гармоничную пару, завести детей. Пока его старания не дают желаемого результата. расстроенный Кевин пропускает звонок от бывшей жены Софи. Рэндалл записывает маму к лучшему невропатологу, врач находит расстройство памяти у Ребекки, рекомендует дальнейшие исследования. Кейт устраивает дома вечеринку, чтобы познакомится с друзьями Тоби по спортзалу и главное Карой- Леди Криптонит, но оказывается, Тоби скрывал от Кейт, что уже две недели, как сменил зал. Маленький Джек, слепой от рождения сын Кейт и Тоби, начинает видеть свет, огни и тени. |            |                                                              |                  |                                 |                  |             |                     |
| 65 | 11         | «A Hell of a Week: Part One» «Адская неделя: часть первая»   | Кевин Хукс       | Джон Дорси                      | 21 января 2020   | 411         | 6.59                |
| В дом Рэндалла и Бет Пирсон вламывается вооружённый ножом грабитель. Рэндалл встречается с ним лицом к лицу. Грабитель убегает, но позднее выясняется, что он успел обойти дом, зайти в спальню хозяев и вынести деньги и ценности. Приезжает полиция, в доме устанавливают охранную систему, но спокойствие не возвращается к Рэндаллу. Он постоянно думает о случившемся, становится рассеянным и подавленным, что сразу сказывается на его работе. Находясь на грани нервного срыва, Рэндалл обращается за моральной поддержкой к брату, Кевину Пирсону. |            |                                                              |                  |                                 |                  |             |                     |
| 66 | 12         | «A Hell of a Week: Part Two» «Адская неделя: часть вторая»   | Кевин Хукс       | Даниэль Бауман                  | 28 января 2020   | 412         | 6.42                |
| Кевин Пирсон узнает о смерти матери Софи. Скорбное известие погружает Кевина в череду печальных воспоминаний, у него были близкие отношения со свекровью. Кевин летит в Питтсбург на похороны, ему важно быть там и морально поддержать Софи, свою бывшую жену, первую любовь, ту женщину, к которой он и сейчас питает сильные чувства. Присутствие Кевина очень успокаивает Софи и молодые люди проводят вместе целый день погружаясь в общие воспоминания. Но Софи возвращается к своему жениху, а Кевин в подавленном состоянии летит в Лос Анджелес, рассчитывая найти поддержку у своей сестры и брата. Но оказывается, что и Рэндалла с Кейт дела не лучше, Рэндалл находится на грани нервного срыва из-за проникновения в него дом, а у Кейт распадается брак. "Грустная Большая Тройка" решает провести какое-то время в коттедже. |            |                                                              |                  |                                 |                  |             |                     |
| 67 | 13         | «A Hell of a Week: Part Three» «Адская неделя: часть третья» | Джастин Хартли   | Лаура Кенар                     | 11 февраля 2020  | 413         | 6.40                |
| У Ребекки Пирсон находят небольшие когнитивные расстройства, она просит сына, Рэндалла Пирсона, не говорить пока Кейт и Кевину. Тоби признается Кейт, что каждый раз, когда он смотрит на сына, маленького Джека, ему грустно от того, что малыш слепой. Тоби отказывается от поездки в лагерь для семей с незрячими детьми. Эта поездка была подарком Кейт ему на день рождения. Вместе с Кейт и Джеком едет Ребекка, она давно хотела провести время вместе с дочерью. Между Ребеккой и Кейт происходит откровенный разговор, в котором Кейт признается матери, что боится Тоби не справится со своими переживаниями и не сможет быть тем отцом, который нужен Джеку и тем мужем, который нужен ей. Ребекка успокаивает дочь, говоря, что Кейт сильная и со всем может справиться и сама. Также Ребекка рассказывает Кейт о своей болезни. Вернувшись из лагеря Кейт отправляется с братьями, которые тоже проживают сложные этапы жизни, на несколько дней в коттедж семь Пирсонов. Тоби уговаривает Кейт оставить Джека на это время с ним. |            |                                                              |                  |                                 |                  |             |                     |
| 68 | 14         | «The Cabin» «Кабина»                                         | Кэтрин Хардвик   | Исаак Аптакер и Элизабет Бергер | 18 февраля 2020  | 414         | 6.46                |
| "Большая тройка" проводят терапевтические выходные в коттедже семьи Пирсонов. Кевин переспал с Мэдисон, лучшей подругой Кейт, и пытается скрыть это от сестры. Мэдисон сама открывает секрет, оставив многочисленные сообщения на автоответчике Кейт. Кейт и Рэндалл не могут рассказать Кевину о болезни их матери. Но всё тайное становится явным. Тоби замечательно справляется с заботой о маленьком Джеке. |            |                                                              |                  |                                 |                  |             |                     |
| 69 | 15         | «Clouds» «Облако»                                            | Сара Бойд        | Кевин Фоллс и Джонни Гомес      | 26 февраля 2020  | 415         | 6.98                |
| Вернувшись после выходных, проведенных в коттедже семьи Пирсон, Рэндалл соглашается начать ходить к психологу. Он хочет победить свою тревожность, не допустить нового нервного срыва. Однако разговор с психологом не удается, Рэндалл крайне агрессивен и взвинчен, не дождавшись окончания сеанса он покидает кабинет врача. Только признание Бет, что помощь нужна и ей, что и ей страшно и она не может поделиться своими страхами с мужем, потому что боится его срыва, заставляет Рэндалла вернуться на психотерапию. Медисон, которую мучает чувство вины за то, что она переспала с Кевином, приглашает Кейт на бранч. Во время разговора Медисон не только удается вернуть расположение подруги, но и помочь Кейт иначе взглянуть на ссору с мужем. Кейт и Тоби мирятся. Кевин проводит замечательный день вдвоем с матерью, они о многом поговорили и многое вспомнили. Ребекки диагностируют болезнь Альцгеймера. |            |                                                              |                  |                                 |                  |             |                     |
| 70 | 16         | «New York, New York, New York» «Нью-Йорк,Нью-Йорк,Нью-Йорк»  | Кен Олин         | Джулия Браунелл                 | 10 марта 2020    | 416         | 5.62                |
| Ребекке Пирсон диагностируют прогрессирующую болезнь Альцгеймера. Она просит родных не акцентировать внимание на ее состояние и хочет ехать в Нью-Йорк на премьеру фильма с участием ее сына, Кевина. Рэндалл едет с братом и мамой на премьеру, чтобы лично обсудить с Ребеккой план ее лечения. Это экспериментальное лечение в клинике в Сент-Луис сроком на 9 месяцев. Кевин против увозить маму и вырывать ее из привычной любимой обстановки. Он просит Рэндалла не говорить с мамой о лечение на премьере, дать ей насладиться днем, пройтись по красной дорожке, хочет подарить маме счастливый день. Рендал сначала соглашается поговорить с Ребеккой утром следующего дня за завтраком, но не сдерживается, и видя забывчивость Ребекки, предлагает ей лечь в клинику. Ребекка отказывается от лечения, выбирает не терять драгоценное время, а провести оставшиеся годы наслаждаясь жизнью в кругу близких и любимых. Рэндалл очень сильно огорчен решением Ребекки. |            |                                                              |                  |                                 |                  |             |                     |
| 71 | 17         | «After the Fire» «После Пожара»                              | Роксана Доусон   | Вера Херберт и Кей Ойегун       | 17 марта 2020    | 417         | 7.07                |
| Ребекке Пирсон диагностируют прогрессирующую болезнь Альцгеймера, она отказывается от лечения предложенного её сыном, Рэндаллом. Рэндалл не может принять отказ матери от лечения, он обвиняет брата, что тот не пытается спасти мать, обвиняет себя, что в прошлом не пытался спасти своего отца, Джека Пирсона. За разрешением внутреннего конфликта Рэндалл идёт к психологу, который говорит ему, прямо поговорить с Ребеккой о его боли и обидах. Но Рэндалл выбирает, не обвинять мать в ошибках прошлого, а еще раз просит ради будущего согласится на лечение. Ребекка уступает, говорит, что поедет в Сент-Луис и пройдет лечение. |            |                                                              |                  |                                 |                  |             |                     |
| 72 | 18         | «Strangers: Part Two» «Незнакомцы: часть 2»                  | Кен Олин         | Дэн Фогельман                   | 24 марта 2020    | 418         | 7.96                |
| В первый день рождения Большой Тройки Ребекка оплакивает Кайла. Они с Джеком навещают доктора К., который описывает сосуществование радости и печали. В настоящее время Пирсоны собираются, чтобы отпраздновать первый день рождения Джека. Ребекка объявляет о своем новом решении провести клиническое исследование. Кевин делает вывод о причастности Рэндалла. Новый персонаж Илай с трудом приручает лошадь на своем ранчо, но его маленькая дочь Сэди легко это делает. Затем Эли приступает к работе; он акушер-гинеколог, лечащий Мэдисон. Она не сказала отцу, но Эли повторяет слова Сэди и советует ей рассказать ему. Мэдисон прибывает в дом Кейт, когда Кевин и Рэндалл обмениваются глубоко оскорбительными оскорблениями. Мэдисон говорит Кевину, что беременна двойней, и он берет на себя обязательство стать отцом. Тоби и Кейт посещают отделение интенсивной терапии, где родился Джек, и решают усыновить брата для Джека. Новый персонаж Хейли работает в художественной галерее. Она отказывает своему другу и коллеге Заку в свидании. Электронное уведомление отправляет ее в больницу. В будущем старший Кевин обнимает сына и дочь и дружит с Рэндаллом. Много лет спустя Джек и Люси приветствуют свою дочь Хоуп. Хейли приезжает, чтобы отпраздновать; она сестра Джека. |            |                                                              |                  |                                 |                  |             |                     |